# Deceuninck–Quick-Step/2020
Deze pagina geeft een overzicht van de Deceuninck–Quick-Step UCI World Tour wielerploeg in 2020.

## Algemeen
Algemeen manager: Patrick Lefevere
Teammanager: Wilfried Peeters
Ploegleiders: Davide Bramati, Brian Holm, Klaas Lodewyck, Ricardo Scheidecker, Tom Steels, Geert Van Bondt en Rik Van Slycke
Fietsmerk: Specialized

## Renners
| Naam                  | Geboortedatum | Nationaliteit       | Ploeg 2019                  |
| --------------------- | ------------- | ------------------- | --------------------------- |
| Julian Alaphilippe    | 11-06-1992    | Frankrijk           |                             |
| João Almeida          | 05-08-1998    | Portugal            | Hagens Berman Axeon         |
| Shane Archbold        | 02-02-1989    | Nieuw-Zeeland       | BORA-hansgrohe              |
| Kasper Asgreen        | 08-02-1995    | Denemarken          |                             |
| Andrea Bagioli        | 23-03-1999    | Italië              | Team Colpack                |
| Davide Ballerini      | 21-09-1994    | Italië              | Astana Pro Team             |
| Sam Bennett           | 16-10-1990    | Ierland             | BORA-hansgrohe              |
| Mattia Cattaneo       | 25-10-1990    | Italië              | Androni Giocattoli-Sidermec |
| Rémi Cavagna          | 10-08-1995    | Frankrijk           |                             |
| Tim Declercq          | 21-03-1989    | België              |                             |
| Dries Devenyns        | 22-07-1983    | België              |                             |
| Remco Evenepoel       | 25-01-2000    | België              |                             |
| Ian Garrison          | 14-04-1998    | Verenigde Staten    | Hagens Berman Axeon         |
| Álvaro Hodeg          | 19-09-1996    | Colombia            |                             |
| Mikkel Frølich Honoré | 21-01-1997    | Denemarken          |                             |
| Fabio Jakobsen        | 31-08-1996    | Nederland           |                             |
| Bob Jungels           | 22-09-1992    | Luxemburg           |                             |
| Iljo Keisse           | 21-12-1982    | België              |                             |
| James Knox            | 04-11-1995    | Verenigd Koninkrijk |                             |
| Yves Lampaert         | 10-04-1991    | België              |                             |
| Fausto Masnada        | 06-11-1993    | Italië              | CCC Team*                   |
| Michael Mørkøv        | 30-04-1985    | Denemarken          |                             |
| Florian Sénéchal      | 10-07-1993    | Frankrijk           |                             |
| Pieter Serry          | 21-11-1988    | België              |                             |
| Stijn Steels          | 21-08-1989    | België              | Roompot-Charles             |
| Jannik Steimle        | 04-04-1996    | Duitsland           | Team Vorarlberg             |
| Zdeněk Štybar         | 11-12-1985    | Tsjechië            |                             |
| Bert Van Lerberghe    | 29-09-1992    | België              | Cofidis                     |
| Mauri Vansevenant     | 01-06-1999    | België              | -                           |

*sinds 19/8/2020

### Vertrokken
| Naam                | Geboortedatum | Nationaliteit | Ploeg 2020        |
| ------------------- | ------------- | ------------- | ----------------- |
| Eros Capecchi       | 13-06-1986    | Italië        | Bahrain McLaren   |
| Philippe Gilbert    | 05-07-1982    | België        | Lotto Soudal      |
| Davide Martinelli   | 31-05-1993    | Italië        | Astana Pro Team   |
| Enric Mas           | 07-01-1995    | Spanje        | Movistar Team     |
| Maximiliano Richeze | 07-03-1983    | Argentinië    | UAE Team Emirates |
| Fabio Sabatini      | 18-02-1985    | Italië        | Cofidis           |
| Petr Vakoč          | 11-07-1992    | Tsjechië      | Alpecin-Fenix     |
| Elia Viviani        | 07-02-1989    | Italië        | Cofidis           |

## Overwinningen
| Nationale kampioenschappen wielrennen Denemarken - wegwedstrijd: Kasper Asgreen Denemarken - tijdrit: Kasper Asgreen Frankrijk - tijdrit: Rémi Cavagna Luxemburg - tijdrit: Bob Jungels Nieuw-Zeeland - wegwedstrijd: Shane Archbold Wereldkampioenschap - wegwedstrijd: Julian Alaphilippe Tour Down Under 1e etappe: Sam Bennett Ronde van San Juan 3e etappe: Remco Evenepoel 6e etappe: Zdeněk Štybar Eindklassement: Remco Evenepoel Jongerenklassement: Remco Evenepoel Race Torquay Sam Bennett Cadel Evans Great Ocean Road Race Dries Devenyns Ronde van Valencia 5e etappe: Fabio Jakobsen Ronde van de Algarve 1e etappe: Fabio Jakobsen 2e etappe: Remco Evenepoel 5e etappe: Remco Evenepoel Eindklassement: Remco Evenepoel Puntenklassement: Fabio Jakobsen Jongerenklassement: Remco Evenepoel Classic de l'Ardèche Rémi Cavagna Kuurne-Brussel-Kuurne Kasper Asgreen | Grote Prijs Jean-Pierre Monseré Fabio Jakobsen Ronde van Burgos 3e etappe: Remco Evenepoel 4e etappe: Sam Bennett Eindklassement: Remco Evenepoel Jongerenklassement: Remco Evenepoel Ronde van Polen 1e etappe: Fabio Jakobsen 4e etappe: Remco Evenepoel 5e etappe: Davide Ballerini Eindklassement: Remco Evenepoel Ronde van de Ain 1e etappe: Andrea Bagioli Jongerenklassement: João Almeida Ronde van Wallonië 3e etappe: Sam Bennett Druivenkoers Overijse Florian Sénéchal Ronde van Frankrijk 2e etappe: Julian Alaphilippe 10e etappe: Sam Bennett Internationale Wielerweek 1e etappe deel b: Ploegentijdrit *1) 2e etappe: Andrea Bagioli | Ronde van Slowakije etappe 1b: Jannik Steimle Eindklassement: Jannik Steimle Brabantse Pijl Julian Alaphilippe Driedaagse Brugge-De Panne Yves Lampaert Ronde van Spanje 4e etappe: Sam Bennett Prijs voor de strijdlust: Rémi Cavagna |

- 1*): Ploeg Internationale Wielerweek: Almeida, Bagioli, Honoré, Knox, Serry,  Vansevenant

Mannen:   2003 · 2004 · 2005 · 2006 · 2007 · 2008 · 2009 · 2010 · 2011 · 2012 · 2013 · 2014 · 2015 · 2016 · 2017 · 2018 · 2019 · 2020 · 2021 · 2022 · 2023 · 2024 · 2025
Vrouwen:   2019 · 2020 · 2021 · 2022 · 2023 · 2024 · 2025
AG2R-La Mondiale · Astana Pro Team · Bahrain McLaren · BORA-hansgrohe · CCC Team ·  Cofidis, Solutions Crédits · Deceuninck–Quick-Step · EF Education First · Groupama-FDJ · Israel Start-Up Nation · Lotto Soudal · Mitchelton-Scott · Movistar Team ·  NTT Pro Cycling · Team INEOS · Team Jumbo-Visma · Team Sunweb · Trek-Segafredo · UAE Team Emirates